# Paradiso - Canto ventinovesimo

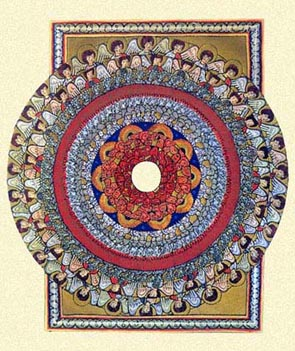
Dipinto dei Nove Cori Angelici, dal breviario di Ildegarda di Bingen

Il canto ventinovesimo del Paradiso di Dante Alighieri si svolge nel nono cielo o Primo mobile, ove risiedono le gerarchie angeliche.
Siamo nella notte del 14 aprile 1300, o secondo altri commentatori del 31 marzo 1300.

## Incipit
(Anonimo commentatore dantesco del XIV secolo)

## Temi e contenuti

### Silenzio di Beatrice che poi spiega perché, come e quando Dio creò gli angeli. (vv.1-36)
La configurazione astronomica per cui Sole e Luna - i figli di Latona, Apollo e Diana - sono equidistanti dallo zenit, dura solo un momento perché poi uno sorge e l'altra tramonta: della stessa durata, un momento appunto, è il silenzio di Beatrice prima che lei riprenda a parlare degli angeli (vv. 1-9). Dunque Beatrice risponde a una serie di domande possibili da parte di Dante; possibili perché Dante non le formula: la donna le legge in Dio. Le risposte costituiscono, messe assieme, la lunga dissertazione che occupa la totalità del canto.

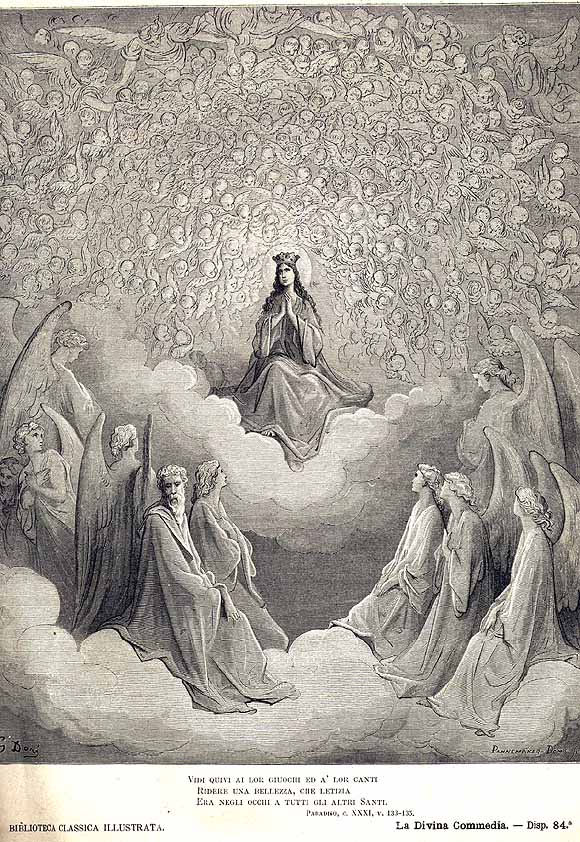
Maria Vergine al centro della Candida Rosa, illustrazione di Gustave Doré

Beatrice, in una sorta di preambolo ispirato alle teorie di san Tommaso e san Bonaventura (vv. 10-18), comunica a Dante che Dio ha creato gli angeli per amore, esplicando la sua capacità creatrice fuori del tempo e dello spazio: s' aperse in nuovi amor l'etterno amore. (v. 18). 
Successivamente gli fa notare che non ha senso chiedersi cosa facesse Dio prima della creazione, poiché non ha senso parlare di un prima o di un dopo rispetto alla natura extratemporale della creazione(vv.19-30), e che Dio ha creato le sostanze, le più elevate e le inferiori, tutte nello stesso momento, attribuendo a ognuna una sede propria e collegando tra loro tutte le creature in modo inestricabile: in un vime (vincolo) che giammai non si divima (che non si può disfare)(v. 36).

### Angeli buoni e angeli ribelli. Non c'è memoria negli angeli. (vv.37-84)
Beatrice prosegue osservando che san Girolamo sostiene che gli angeli sarebbero stati creati prima del resto del mondo ma, oltreché non confermato dalle Scritture, ciò presuppone che essi restassero inattivi fino al momento della creazione. In meno di venti secondi dalla loro creazione, gli Angeli ribelli (circa un dieci per cento del totale, secondo la maggior parte degli esegeti) furono precipitati sulla Terra mentre gli angeli fedeli rimasero in Empireo intraprendendo l'attività in cui Dante li vede impegnati: ruotare intorno a Dio con loro grandissimo diletto. Causa della caduta fu la superbia di Lucifero, che il Poeta ha già visto confitto nel centro della terra. Inoltre gli angeli, al contrario di quanto sostengono i vaniloqui degli studiosi del mondo sublunare, non hanno memoria e dunque non hanno da ricordare alcunché, in quanto non conoscono le cose attraverso facoltà umane.

### Contro le sofisticherie filosofiche e dei predicatori di ciance. (vv.85-126)

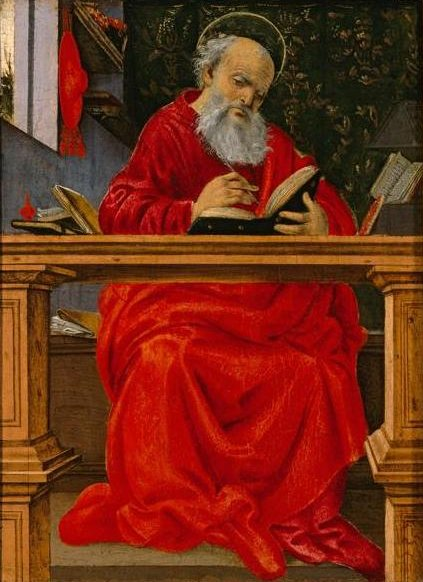
Ritratto di San Gerolamo ad opera di Filippino Lippi

Beatrice deplora la riprovevole tendenza di anteporre le sofisticherie addirittura alla Sacra Scrittura, non pensando a quanto sangue è costato seminare nel mondo la Verità rivelata. Anche i predicatori preferiscono le invenzioni alla verità evangelica: c'è chi sostiene, per esempio, che la luna, durante la passione di Cristo, invertì il suo corso per intromettersi tra il sole e la terra. Chi sostiene ciò dice il falso: la luce si nascose da sé, altrimenti ne sarebbe stata priva solo la Giudea e non tutte le terre emerse, dagli Spagnoli agli Indiani.
Non ci sono tanti Lapi e Bindi, per dire diminutivi molto comuni nella Firenze di allora, quante sono le favole di tal genere che si predicano ogni anno dai pulpiti: cosicché i fedeli si nutrono di chiacchiere. Cristo inviò gli Apostoli a predicare la verità, non ciance: ora si va a predicare con motti e freddure. (vv.115-116). Della credulità a tali ciance ingrassano i "porci di sant'Antonio" e altri, più porci ancora.

### Numero incommensurabile degli angeli (vv.127-145)
Per tornare agli angeli e alla contemplazione delle cose celesti, Beatrice precisa che il loro numero è infinito e, quando il profeta Daniele parlava di migliaia, non intendeva un numero determinato. Ogni angelo riceve la luce divina in modo diverso e quindi ama Dio in modo diverso: ecco quanto è grande e alto Dio che si riflette in tanta molteplicità come in innumerevoli specchi, rimanendo uno.
Qui si conclude la dissertazione di Beatrice sull'essenza degli angeli: ormai Dante è pronto per giungere all'Empireo, la sede di Dio e dei beati.

## Analisi
1. Metafora astronomica iniziale (vv. 1-9):
Nelle opposte costellazioni dell'Ariete (Montone) e della Bilancia (Libra) il sole e la luna si trovano, per un istante, tagliati a metà dall'orizzonte come da una cintura (zona); e rispetto allo Zenit sono come i poli di una immensa bilancia, che per un attimo è in miracoloso equilibrio. Dopo un istante l'equilibrio è rotto e ciascuno dei due si sbilancia e si libera (si dilibra) procedendo verso il proprio emisfero. Così Beatrice è assorta un istante nella contemplazione del punto divino e poi si distoglie dal suo silenzio, proseguendo nella spiegazione intorno all'essenza e alle facoltà degli angeli.
2. Questioni teologiche:
Per comodità di esposizione, potremmo trasformare la dissertazione di Beatrice in una serie di domande e risposte.
Preambolo: (vv. 10 - 18): Dio creò per amore, liberamente, fuori del tempo e dello spazio.
Prima domanda (vv.19-48) : che faceva Dio prima di creare gli angeli? Risposta: non ha senso parlare di un prima o di un dopo, rispetto alla natura extratemporale della creazione.
Seconda domanda (vv. 49-69): in quelle circostanze extratemporali, Dio ha creato soltanto gli angeli? Risposta: no, ha creato tutti gli esseri istantaneamente. Infatti, materia, forma e il loro insieme ("congiunte e purette") sono come un arco con tre corde da cui scoccano tre frecce. Come la luce, filtrando nel vetro nell'ambra o nel cristallo, è tutta immediatamente in essi, così è l'opera di Dio, che ha collegato tra loro tutte le sostanze in modo inestricabile: vime (vincolo) che giammai non si divima (che non si può disfare)(v. 36).

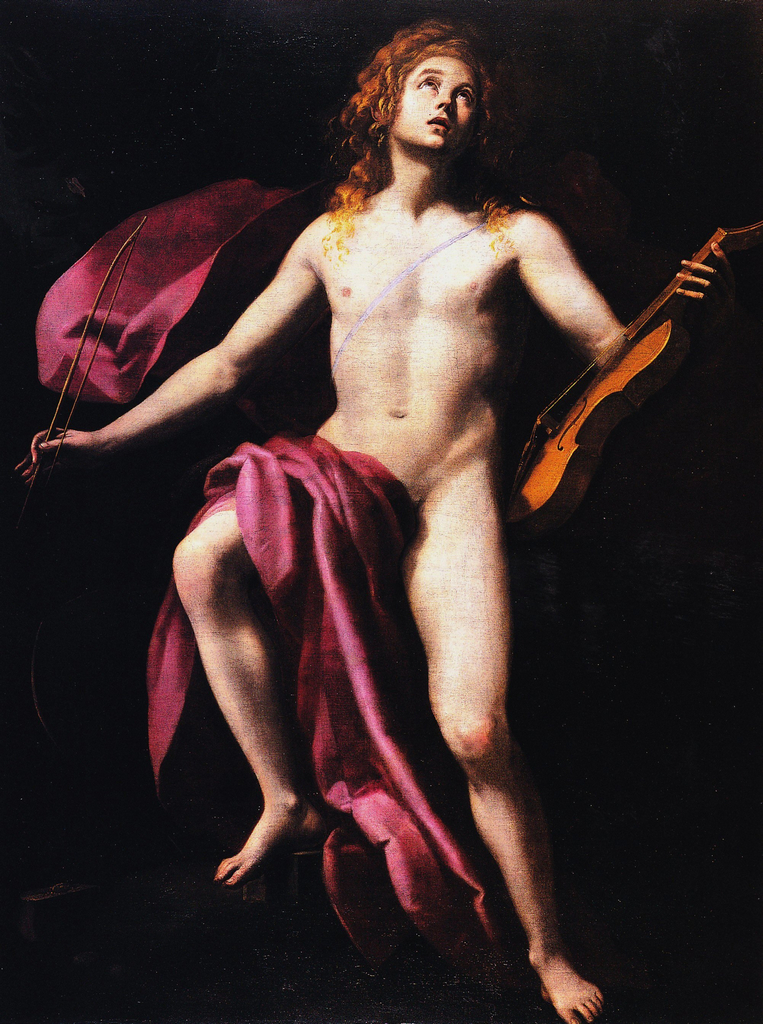
Ritratto di Apollo, Giovanni Baglione

Terza domanda (70-145): eppure san Girolamo non sostiene che gli angeli furono creati prima delle altre sostanze? Risposta: è vero, egli sostiene questo ma molti passi della Bibbia sostengono il contrario e la Bibbia è stata ispirata direttamente da Dio. Del resto l'inattività degli angeli farebbe postulare una mancanza di perfezione che non è assolutamente attribuibile ad essi.
Dante, sostiene a questo punto Beatrice, ha ora capito il dove, il quando e il come gli angeli siano stati creati.
Quarta domanda: quanto tempo sarà passato dal momento della creazione a quello della ribellione di Lucifero e degli altri angeli suoi seguaci che poi furono sprofondati nella terra, il più basso dei quattro elementi sublunari? (Quinta domanda): Che accadde dopo? (Sesta domanda): e quale sarà stato il premio che non avessero già, per gli angeli buoni? Risposte: sarà trascorso meno del tempo che occorre per contare da uno a venti; gli angeli "buoni" iniziarono a contemplare il punto divino ruotandogli attorno; il premio è la grazia che perviene loro da Dio in quanto consapevoli che la loro esistenza deriva integralmente da lui.
Beatrice fornisce risposta a un'ipotetica settima domanda di Dante precisando che gli angeli, al contrario di quanto sostengono i vaniloqui degli studiosi del mondo sublunare, non hanno memoria e dunque non hanno da ricordare alcunché, in quanto non conoscono le cose attraverso facoltà umane.
3. Personaggi nominati:
"i figli di Latona" (v.1) (e di Giove), Apollo e Diana, cioè il Sole e la Luna.
"Ieronimo"(v.37): S. Gerolamo, il quale scrisse nell'opera Super epistulam ad Titum che gli angeli furono creati molto tempo prima del resto del mondo. Dante, seguendo San Tommaso e San Bonaventura, sostiene la quasi totale simultaneità di tutta la creazione.
"colui che tu vedesti/ da tutti i pesi del mondo costretto": (vv.56-57) Lucifero, conficcato al centro del globo terrestre e compresso quindi dalla forza di gravità di tutto l'universo.
"Ispani e Indi" (v.101): per indicare i popoli più occidentali e quelli più orientali della Terra. (Se questi e non solo gli Ebrei videro l'eclisse dopo la morte di Cristo, questa fu universale e non si trattò solo di un'interposizione della Luna tra Terra e Sole).
"Lapi e Bindi" (v.103): per dire nomi comunissimi allora in Firenze (Lapo e Bindo sono ipocoristici, rispettivamente, di Jacopo e Ildebrando).
"Sant'Antonio abate" (v.124): eremita (251-356) detto volgarmente "del porco", e considerato protettore degli animali perché veniva rappresentato con un maiale ai piedi, simbolo del demonio da lui sconfitto.
"Daniel" (v.134): Daniele, profeta ebraico del tempo della cattività babilonese (VI secolo a.C.): nel libro omonimo della Bibbia (VII,10) scrisse d'aver visto milioni e miliardi di angeli.